# جایزه بزرگ ایالات متحده ۱۹۶۵
جایزه بزرگ ایالات متحده ۱۹۶۵ (انگلیسی: ‎1965 United States Grand Prix‎) یک مسابقهٔ موتوری در رشتهٔ اتومبیل‌رانی فرمول یک بود که در تاریخ ۳ اکتبر ۱۹۶۵ در مسیر مسابقه جایزه بزرگ واتکینز گلن واقع در واتکینز گلن، نیویورک، ایالات متحده آمریکا برگزار شد. این گراند پری در میان ۱۰ گراند پری در فصل ۱۹۶۵، مسابقهٔ شمارهٔ ۹ بود.
در این مسابقه که در ۱۱۰ دور و به مسافت ۴۱۵٫۸ کیلومتر (۲۵۸٫۳۶۶ مایل) برگزار شد، پول پوزیشن توسط گراهام هیل کسب شد و سریع‌ترین زمان برای طی یک دور پیست که برابر با ۱:۱۱٫۹ بود نیز توسط گراهام هیل به ثبت رسید.
گراهام هیل از تیم بی‌آرام، دن گرنی از تیم برابام-کلیمکس و جک برابام از تیم برابام-کلیمکس به‌ترتیب مقام‌های اول تا سوم مسابقه را کسب کردند.

## رده‌بندی قهرمانی پس از مسابقه
|       | جایگاه | راننده      | امتیاز  |
| ----- | ------ | ----------- | ------- |
|       | ۱      | جیم کلارک   | ۵۴      |
|       | ۲      | گراهام هیل  | ۴۰ (۴۷) |
|       | ۳      | جکی استوارت | ۳۳ (۳۴) |
| ۱     | ۴      | دن گرنی     | ۱۹      |
| ۱     | ۵      | جان سرتیز   | ۱۷      |
| منبع: |        |             |         |

|       | جایگاه | سازنده        | امتیاز  |
| ----- | ------ | ------------- | ------- |
|       | ۱      | لوتوس-کلیمکس  | ۵۴      |
|       | ۲      | بی‌آرام        | ۴۵ (۶۱) |
|       | ۳      | فراری         | ۲۶ (۲۷) |
|       | ۴      | برابام-کلیمکس | ۲۴ (۲۵) |
|       | ۵      | کوپر-کلیمکس   | ۱۴      |
| منبع: |        |               |         |

یادداشت
- تنها پنج جایگاه نخست از هر رده‌بندی نمایش داده شده‌است.